# رود آلومینه
 رود آلومینه  (اسپانیایی: Río Aluminé‎) رودخانه‌ای در ایالت نئوکن آرژانتین است. این رود از دریاچه آلومینه سرچشمه می‌گیرد و با جریان به سوی جنوب، از شهر آلومینه گذر می‌کند و پس از طی ۱۷۰ کیلومتر به رود کولون کورا می‌ریزد. 

## منبع
- ویکی‌پدیای انگلیسی